# Салім Джубран
Салім Джубран (івр. סלים ג'ובראן араб. سليم جبران; 4 серпня 1947, околиці Хайфи, Підмандатна Палестина — 15 березня 2024) — ізраїльський юрист, суддя Верховного суду Ізраїлю (2004-2017). Голова Центральної виборчої комісії Ізраїлю (2013—2015).

## Життєпис
Салім Джубран народився 1947 року в німецькій колонії на околицях Хайфи, на території Підмандатної Палестини (нині Ізраїль). Його батьки — араби-християни, нащадки ліванських маронітів. Через кілька років після його народження сім'я переїхала до міста Акко.
У 1963 році закінчив середню школу «Терра Санта» (івр. טרה סנטה) в Акко. Вступив на юридичний факультет Єрусалимського університету, закінчив його у 1968 році. 1970 року, після дворічного стажування, отримав ліцензію на юридичну діяльність. Дванадцять років займався приватною юридичною практикою .

## Кар'єра юриста
У червні 1982 року був призначений суддею до мирового суду Хайфи, а в травні 1993 року перейшов на роботу в окружний суд Хайфи .
В 2003 році виконував обов'язки судді у Верховному суді Ізраїлю. У травні 2004 року Джубрана було призначено суддею до Верховного суду. Так він став першим арабом, постійним членом цього суду.
10 листопада 2011 року Джубран, разом із суддями Мір'ям Наор та Едною Арбель, відкинув апеляцію колишнього Президента Ізраїлю Моше Кацава проти ухвали окружного суду, який визнав його винним у скоєнні двох зґвалтувань та низки додаткових статевих злочинів .
У лютому 2012 року персона Джубрана привернула до себе широку громадську увагу, на інавгурації нового голови Верховного суду Ашера Ґруніса Джубран не співав державний гімн, на відміну від інших присутніх. Депутати лівих фракцій стали на захист Джубрана, аргументуючи його небажання співати гімн тим, що там йдеться лише про єврейську душу. Депутати правих фракцій засудили суддю, на їхню думку, всі громадяни повинні співати гімн, навіть якщо їм не подобаються його слова.
Салім Джубран також став першим арабом, який очолював Центральну виборчу комісію Ізраїлю. Під час муніципальних виборів в Ізраїлі 2013 року він заборонив рекламу національної правлячої партії Лікуд через те, що вона була «расистською та майже напевно зачепила почуття арабів ізраїльтян і порушила громадський порядок». У відповідь на таке рішення ЦВК, юридичний радник уряду Ізраїлю Єгуд Вайнштейн припустив, що Центральна виборча комісія Ізраїлю не має повноважень регулювати онлайн-рекламу та зміст передвиборчих плакатів.
12 червня 2017 року він був призначений заступником голови Верховного Суду. Він пішов на пенсію пізніше в 2017 році, досягнувши обов'язкового пенсійного 70-річного віку.

## Наукова та громадська діяльність
Салім Джубран також працював викладачем на юридичному факультеті Хайфського університету. Його було призначено губернатором ізраїльського Ротарі (район 2490) і головою Фонду Зельтнера для правових досліджень, підтримуваного Ротарі Ізраїлю та Тель-Авівським університетом.